# En México
En México (en inglés, In Mexico) es el segundo fotolibro de la artista visual estadounidense Jessica Lange, publicado por RM en Estados Unidos, México, España y Reino Unido, en 2010. Como tal, su monografía siguió un patrón de su antecesora 50 Photographs (2008).  Se emitió en el mercado de habla hispana bajo un título alternativo, En México.
Además, el lanzamiento de la obra de arte de Lange generó una gira mundial promocional de dos segmentos. Desde su inauguración en 2011, la exposición llegó a una audiencia internacional en América del Norte y Europa.

## Antecedentes

### Créditos adicionales
- Coproducida por: ROSEGALLERY, Santa Mónica, California / Howard Greenberg Gallery, Nueva York, NY
- Diseño: David Kimura y Gabriela Varela

## Historial de lanzamiento
| Lanzamiento                                           | Lanzamiento | Lanzamiento | País           | País         | Editorial      | ISIN              | Impresión                   | Ref   |
| Día                                                   | Mes         | Año         | País           | País         | Editorial      | ISIN              | Impresión                   | Ref   |
| ----------------------------------------------------- | ----------- | ----------- | -------------- | ------------ | -------------- | ----------------- | --------------------------- | ----- |
|                                                       | N/A         | 2010        | España         | España       | RM             | 978-607-7515-67-8 | Encuadernación cartoné      | [ 1 ] |
|                                                       | N/A         | 2010        | México         |              | RM             | 978-607-7515-67-8 | Encuadernación cartoné      | [ 1 ] |
| 18                                                    | noviembre   | 2010        | Estados Unidos | Ed. Regular  | RM             | 978-607-7515-68-5 | Encuadernación cartoné      | [ 2 ] |
| 16                                                    | marzo       | 2011        | Estados Unidos | Ed. limitada | RM             | 978-607-7515-68-5 | Gelatina de plata, estuche† | [ 3 ] |
| 1                                                     | julio       | 2011        | Reino Unido    | Reino Unido  | Gardners Books | 978-849-2480-98-2 | Encuadernación cartoné      | [ 4 ] |
| † 35 copias emitidas, incluidas 5 pruebas de artista. |             |             |                |              |                |                   |                             |       |

## Exhibiciones de arte

### 2011—2015: América y Eurasia
| Año                                           | Título | Duración                                                  | Duración                                     | Ref                  |
| Año                                           | Título | Recepción                                                 | Apertura - Cierre                            | Ref                  |
| --------------------------------------------- | --- | --------------------------------------------------------- | -------------------------------------------- | -------------------- |
| 2011                                          | Jessica Lange in Mexico†                                                                                       |                                                           | 27 de enero – 6 de marzo de 2011             | [ 6 ] [ 7 ]          |
| 2011                                          | Jessica Lange in Mexico†                                                                                       | Centro Fotográfico Álvarez Bravo, Oaxaca, México          |                                              | [ 6 ] [ 7 ]          |
| 2011                                          | |                                                           |                                              | [ 6 ] [ 7 ]          |
| 2011                                          | Jessica Lange: México†                                                                                         |                                                           | 16 de junio – 28 de agosto de 2011           | [ 8 ]                |
| 2011                                          | Jessica Lange: México†                                                                                         | Casa de las Ajaracas, Ciudad de México, México            |                                              | [ 8 ]                |
| 2011                                          | |                                                           |                                              | [ 8 ]                |
| 2011                                          | JESSICA LANGE unseen ("Things I See"/"Mexico - On Scene")                                                      |                                                           | 10 de septiembre – 27 de noviembre de 2011   | [ 9 ] [ 10 ]         |
| 2011                                          | JESSICA LANGE unseen ("Things I See"/"Mexico - On Scene")                                                      | Centro Niemeyer, Avilés, España                           |                                              | [ 9 ] [ 10 ]         |
| 2011                                          | - La primera muestra en España de Lange contó con 78 fotografías, 12 de las cuales incluían hojas de contacto. |                                                           |                                              | [ 9 ] [ 10 ]         |
| 2011                                          | Jessica Lange: In Mexico                                                                                       |                                                           | 17 de septiembre – 10 de diciembre de 2011   | [ 12 ]               |
| 2011                                          | Jessica Lange: In Mexico                                                                                       | Polk Museum of Art, Lakeland, Florida, Estados Unidos     |                                              | [ 12 ]               |
| 2011                                          | |                                                           |                                              | [ 12 ]               |
| 2012                                          | JESSICA LANGE: Secuencias de México†                                                                           |                                                           | 29 de marzo – 20 de mayo de 2012             | [ 10 ] [ 13 ]        |
| 2012                                          | JESSICA LANGE: Secuencias de México†                                                                           | Casa de América, Madrid, España                           |                                              | [ 10 ] [ 13 ]        |
| 2012                                          | |                                                           |                                              | [ 10 ] [ 13 ]        |
| 2012                                          | UNSEEN: Fotografía de Jessica Lange† ("Things I See"/"Mexico - On Scene")                                      |                                                           | 1 de junio – 19 de agosto de 2012            | [ 10 ] [ 14 ] [ 15 ] |
| 2012                                          | UNSEEN: Fotografía de Jessica Lange† ("Things I See"/"Mexico - On Scene")                                      | Centro Cultural de Cascais, Lisboa, Portugal              |                                              | [ 10 ] [ 14 ] [ 15 ] |
| 2012                                          | |                                                           |                                              | [ 10 ] [ 14 ] [ 15 ] |
| 2012                                          | Jessica Lange: Suites, series y secuencias ("Things I See"/"Mexico - On Scene")                                |                                                           | 30 de agosto – 4 de noviembre de 2012        | [ 10 ] [ 16 ]        |
| 2012                                          | Jessica Lange: Suites, series y secuencias ("Things I See"/"Mexico - On Scene")                                | Sala San Benito, Valladolid, Espala                       |                                              | [ 10 ] [ 16 ]        |
| 2012                                          | |                                                           |                                              | [ 10 ] [ 16 ]        |
| 2013                                          | Jessica Lange: unseen                                                                                          |                                                           | 9 de febrero – 19 de mayo de 2013            | [ 10 ]               |
| 2013                                          | Jessica Lange: unseen                                                                                          | Museo de Artes Fotográficas, San Diego, California        |                                              | [ 10 ]               |
| 2013                                          | |                                                           |                                              |                      |
| 2014                                          | Джессика Лэнг: Незримое                                                                                        | 12 de marzo de 2014                                       | 13 de marzo – 20 de abril de 2014            | [ 20 ]               |
| 2014                                          | Джессика Лэнг: Незримое                                                                                        | Museo de Arte Multimedia, Moscú, Rusia                    |                                              | [ 20 ]               |
| 2014                                          | |                                                           |                                              |                      |
| 2014                                          | Jessica Lange: Escenas                                                                                         |                                                           | 29 de octubre de 2014 – 7 de febrero de 2015 | [ 21 ]               |
| 2014                                          | Jessica Lange: Escenas                                                                                         | Galería Hispánica Contemporánea, Ciudad de México, México |                                              | [ 21 ]               |
| 2014                                          | |                                                           |                                              |                      |
| 2015                                          | Jessica Lange: Fotógrafa†                                                                                      | 10 de febrero de 2015                                     | 11 de febrero – 5 de abril de 2015           | [ 22 ]               |
| 2015                                          | Jessica Lange: Fotógrafa†                                                                                      | Museo de Imagen y Sonido, São Paulo, Brasil               |                                              | [ 22 ]               |
| 2015                                          | |                                                           |                                              |                      |
| 2015                                          | Jessica Lange: Unseen†                                                                                         | 23 de abril de 2015                                       | 23 de abril – 28 de junio de 2015            | [ 23 ]               |
| 2015                                          | Jessica Lange: Unseen†                                                                                         | Arts Santa Mònica, Barcelona, España                      |                                              | [ 23 ]               |
| 2015                                          | |                                                           |                                              |                      |
| † indica una exposición con entrada gratuita. | |                                                           |                                              |                      |

## Recepción

### Premios
| Año                                                   | Trabajo nominado | Premio          | Categoría        | Resultado | Ref    |
| ----------------------------------------------------- | ---------------- | --------------- | ---------------- | --------- | ------ |
| 2012                                                  | Ella misma       | The Lucie Award | Exposición doble | Ganador   | [ 24 ] |
| Premiada por su contribución al cine y la fotografía. |                  |                 |                  |           |        |